# Aleksandar Đurić
Aleksandar Đurić - em sérvio cirílico, Александар Ђурић (Doboj, 12 de agosto de 1970), é um ex-canoísta e ex-futebolista singapurense nascido na atual Bósnia e Herzegovina (à época, parte da Iugoslávia).

## Carreira
Embora tivesse obtido maior destaque no futebol, Đurić disputou a categoria C-1 500 m da canoagem nos Jogos Olímpicos de Barcelona, mas terminaria sendo eliminado na repescagem.
Inicialmente, ele jogou como goleiro no Sloga Doboj, de sua cidade natal. Profissionalizou-se em 1992, no Szeged LC da Hungria. Porém, foi na Austrália que o atacante obteve destaque, jogando entre 1994 e 2000 (com pequenas passagens no futebol chinês, onde jogou no Locomotive Shanshan, e no Tanjong Pagar United, primeiro clube singapurense em sua carreira).
Seria em território singapurense que Đurić viveu o auge entre 2000 e 2014, jogando por Home United, Geyland United, Singapore Armed Forces e Tampines Rovers, mostrando seu faro de artilheiro ao balançar as redes adversárias em 310 oportunidades - contando a passagem pelo Tanjong Pagar United em 1999, onde marcou 11 gols, foram 321 tentos marcados pelo atacante, que despediu-se como jogador profissional em outubro de 2014, aos 44 anos de idade.

## Seleção
Đurić, que ganhou a cidadania singapurense em setembro de 2007, estreou pela seleção nacional em 9 de novembro contra o Tadjiquistão, na primeira etapa da segunda rodada das Eliminatórias Asiáticas para a Copa de 2010, marcando os dois gols na vitória por 2-0. Ele manteria a boa fase em âmbito internacional ao marcar no jogo contra o Líbano.
Durante o amistoso internacional contra o Bahrein, devido às ausências do capitão Indra Sahdan e do vice-capitão Lionel Lewis, Đurić tornou-se o primeiro jogador não-singapurense a iniciar um jogo como capitão da equipe. Até 2012, quando deixou a seleção, marcou 24 gols em 53 jogos disputados.

## Títulos

### Por clubes
- Home United
  - Copa de Singapura: 2000
- Geyland United
  - S.League: 2001
- Singapore Armed Forces
  - S.League: 2006, 2007, 2008 e 2009
  - Copa de Singapura: 2007 e 2008
  - Supercopa: 2008
- Tampines Rovers
  - S.League: 2011, 2012, 2013
  - Supercopa: 2011, 2012, 2013 e 2014

### Prêmios Individuais
- Melhor jogador eleito pelos torcedores da S.League: 2007
- Jogador do ano pela NTUC-Income: 2007, 2008 e 2012
- Artilheiro da S.League: 2007, 2008, 2009 e 2013